# Nanoparia
Nanoparia is een geslacht van uitgestorven pareiasauriden dat tijdens het Perm leefde in het gebied van het huidige Zuid-Afrika.

## Naamgeving
Op de Oudeberg werd een schedel gevonden. In 1936 werd die door Robert Broom benoemd als de typesoort Nanoparia luckhoffi. De geslachtsnaam is een combinatie van het Latijn nanus, 'dwerg', een verwijzing naar de kleine omvang, en het Grieks pareia, 'wang', als verwijzing naar de Pareiasauridae. De vorm 'paria' is een gebruikelijke latinisering. De soortaanduiding eert Carl August Lückhoff.

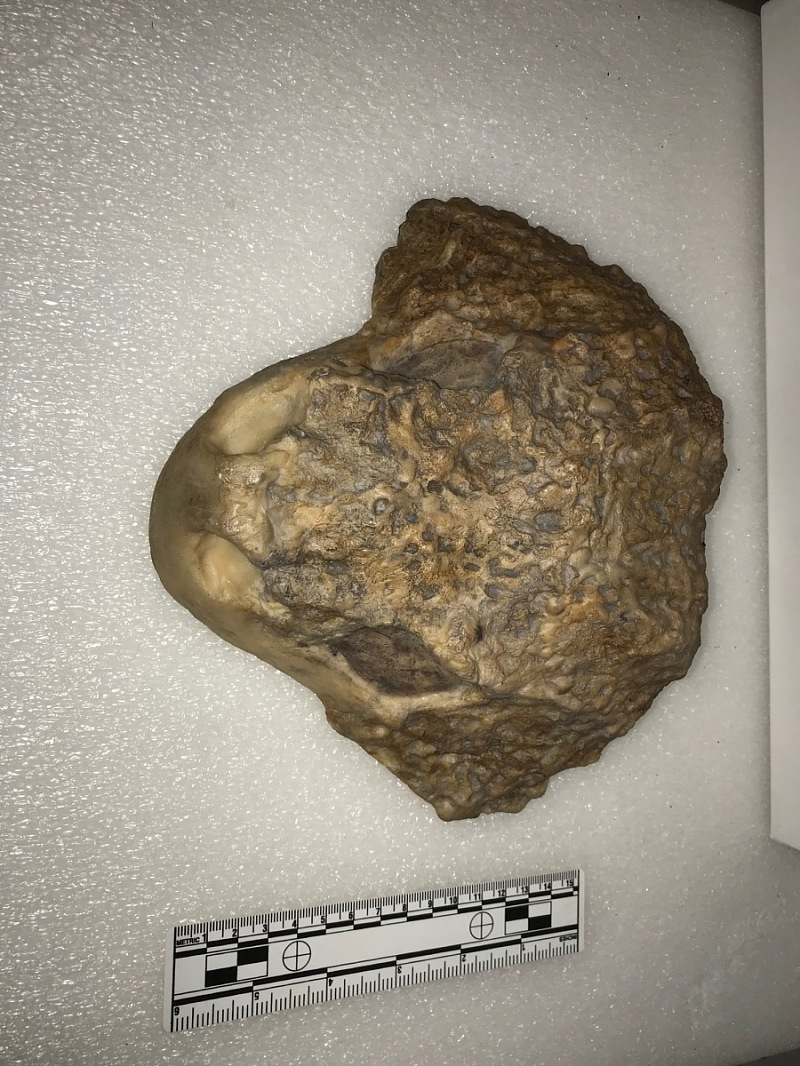
Het holotype

Het holotype is WEL RC 109/L3. Het bestaat uit een schedel zonder onderkaken.
In 1948 werd door Broom een Nanoparia pricei benoemd. Dat werd in 1997 het aparte geslacht Pumiliopareia.

## Beschrijving
Nanoparia was ongeveer zestig centimeter lang en woog ongeveer acht tot tien kilogram. De brede schedel heeft zes gegolfde uitsteeksels op de achterrand.
In bepaalde opzichten is Nanoparia afwijkend van verwanten. De snuit is puntiger. Het lijkt erop dat tussen het squamosum en quadratojugale zich een nieuwvorming bevindt in de vorm van een klein bot aan het oppervlak.

## Classificatie
Dit is een ongebruikelijke kleine, stekelige gespecialiseerde vorm. De schedel lijkt erg op die van Pareiasaurus en Alfred Romer beschouwde het als een synoniem van de laatste, de soort hernoemend tot een Pareiasarus luckhoffi. Orlov (in Osnovy Paleontology, het monumentale Russische leerboek over paleontologie in meerdere delen) plaatste het echter in de Elginiinae. Kuhn (1969) stelt echter dat hoewel het lijkt op Elginia in de ossificaties aan de achterkant van de schedel, het volledig verschilt in proporties en niet gerelateerd lijkt te zijn. Lee (1997) beschouwt het als een basaal lid van de dwergpareiasauriërs. Nanoparia wordt wel beschouwd als een van de pareiasaurische geslachten die het nauwst verwant zijn aan schildpadden maar alleen door die onderzoekers welke überhaupt een verwantschap tussen pareiasauriërs en schildpadden aannemen, een minderheidspositie.